# Sufián El Bakkali
Sufián El Bakkali (Fez, 7 de enero de 1996) es un atleta marroquí, campeón olímpico en Tokio 2020 y  París 2024 en la prueba de 3000 metros obstáculos, subcampeón mundial en 2017 y bronce en el campeonato del mundo de Doha 2019.

## Carrera deportiva
En el Mundial de Londres 2017 gana la medalla de plata en 3000 m obstáculos, quedando situado en el podio tras el keniano Conseslus Kipruto (oro) y por delante del estadounidense Evan Jager (bronce).